# Maison de Dommartin
 (janvier 2018).
La maison de Dommartin, en Hesbaye, aurait été fondée par un personnage nommé Raes de Dommartin, cité par le chroniqueur Jacques de Hemricourt dans son ouvrage Le Miroir des Nobles de Hesbaye (1353-1398). Raes de Dommartin aurait épousé entre 1110 et 1112 Alix de Warfusée. Son fils ainé Libert Sureal prit le nom de sa mère et fut l'auteur de la deuxième famille de Warfusée et sa descendance se serait divisée en différents lignages qui composèrent les principales famille de la noblesse de la Hesbaye et le second Hugues de Lexhy de Dammartin fut l’auteur de la branche d’Awans.

## Origine
Le chroniqueur liégeois Jacques de Hemricourt dans son ouvrage  Le Miroir des Nobles de Hesbaye qui traite de la généalogie de l'ancienne noblesse de Liège et des environs, depuis l'an 1102 jusqu'en l'an 1398, cite sous le nom de "Dammartin" (en fait Dommartin) de nombreux personnages et lignées de seigneurs de la Hesbaye qui seraient issus de Raes de Dommartin (Dommartin) et d'Alix de Warfusée.
La généalogie de ces différents lignages qui seraient issus de ce chevalier légendaire a été complétée et corrigée en 1791 par le chanoine Jalheau dans une nouvelle édition qui offre plus de facilités pour suivre les filiations données.

## Une généalogie imaginée dans un roman de chevalerie
Après une analyse détaillée des faits et des dates contenus dans Le Miroir des Nobles de Hesbaye qu'il fit publier en 1860 dans les Mémoires de Société d'archéologie et d'histoire de la Moselle, le comte Van der Straten écrit :
« Il est fort difficile de faire concorder les faits proposés par Hemricourt, qui, me semble-t-il, a arrangé une généalogie dont les premiers degrés sont de pure fantaisie et dans laquelle il n'avait prudemment consigné que quelques dates (...) Ai-je eu tort de dire que Jacques d'Hemricourt n'avait à mes yeux que le mérite incontestable d'un trouvère plus sérieux que les autres, d'un chroniqueur auquel nous devons d'intéressants récits, de curieux détails de mœurs, un magnifique chant de gestes? (...) Son ouvrage fut reçu d'abord comme roman de chevalerie et de gestes (...) Plus tard, lorsque les preuves de famille devinrent en usage, il les facilita tellement et servit si agréablement les prétentions de chacun, que chacun en fit son plus beau monument de gloire. Il suffisait qu'une famille appartint par quelque côté à l'un des chevaliers cités par Hemricourt dans ses guerres et dans ses tournois, pour qu'elle adoptât et fit adopter dans son entier le Miroir de Hesbaie. »

## Lignages de la maison de Dommartin donnés par Jacques de Hemricourt (1353-1398) complétée par le chanoine Jalheau (1791)
Le premier cité est « Raes ou Rass de Dammartin » (Dommartin) surnommé le chevalier à la Barbe. Né vers 1090, il aurait épousé entre 1110 et 1112 Alix de Warfusée, et il serait l'ancêtre commun d'une grande partie des familles de la noblesse de la région de la Hesbaye en Belgique et l'auteur de la deuxième famille du nom de Warfusée.
Selon Jacques de Hemricourt, la descendance de Raes de Dommartin et d'Alix de Warfusée se divisa en différents lignages qui composèrent les principales familles de la noblesse de la Hesbaye.
La généalogie simplifiée suivante est extraite de l'édition de 1791 du Miroir des Nobles de Hesbaye complétée par le chanoine Charles-François Jalheau.
Raes de Dommartin et Alix de Warfusée auraient eu deux fils Libert et Hugues qui furent les auteurs de différentes lignées et familles :
- Libert Sureal seigneur de Warfusée prit le nom de sa mère et fut l'auteur de la deuxième famille de Warfusée. Il eut : 
  - Otto I seigneur de Warfusée qui continua la lignée.
  - Renard de Warfusée, mort sans enfants.
  - Everard de Warfusée, abbé de Saint-Laurent.
- Hugues d'Awir dit de Lexhy, qui prit les noms et armes de la famille de Lexhy dont était son trisaïeul. Il eut 4 garçons :
  - Otto, qui continua la lignée dite de Lexhy
  - Breton (le vieux) qui fut l'auteur des seigneurs de Waroux.
  - Henri, qui fut l'auteur des seigneurs de Crisegnée.
  - Badout, qui fut l'auteur des seigneurs de Voroux.

Otto I seigneur de Warfusée (fils ainé de Sureal de Warfusée eut 4 garçons :
- Raes I, seigneur de Warfusée qui continua.
- Thomas, auteur des seigneurs de Hermalle.
- Arnoul, auteur des seigneurs de Harduemont
- Eustache, auteur des seigneurs de Neufchâteau.

Raes I seigneur de Warfusée (fils ainé d'Otto de Warfusée) eut 5 filles et 2 garçons :
- Otto II seigneur de Warfusée qui continua.
- Arnoul seigneurs de Hussimbourg et de Seraing. Dont :
  - Raes auteur des seigneurs de Seraing (issu d'un premier mariage)
  - N. auteur des seigneurs de Hussimbourg.

Otto II seigneur de Warfusée (fils ainé de Raes I de Warfusée) eut 2 fils :
- Raes II seigneur de Warfusée qui continua.
- Wathi ou Wathi seigneur de Moumale. Marié 1) à N de Chantemerle, 2) N. Chabot dame de Nouvice et de Guigoven. Sans postérité mâle. Il eut de son 3e mariage une fille mariée à Eustache seigneur de Seraing, fils de Thierry de Hanesse, seigneur de Seraing.

Raes II seigneur de Warfusée († 1270) (fils ainé d'Otto II de Warfusée) épousa N de Herypont dont :
- Raes III de Warfusée (il aurait vécu jusqu'à cent ans). Il épousa en premières noces la fille du seigneur de Vierve de laquelle il eut 10 enfants (7 garçons et 3 filles). Il épousa en secondes noces N, fille du seigneur de Waroux de laquelle il eut 10 enfants (4 garçons et 6 filles).
- Du premier mariage (entre autres) :
  - Raes seigneur de Warfusée dit "à la petite bouche" , vécut près de 90 ans mais mourut sans postérité. "Ce qui fit manquer en lui la droite ligne de Warfusée. Après sa mort ladite seigneurie tomba en quenouille par un mariage".
  - Guillaume, marié à N de Berlo, auteur des seigneurs de Pepenge.
  - Robert, auteur des seigneurs de Thilice.
  - Jean de Warfusée, marié à N, fille et héritière du seigneur de Jumeppe, dont:
    - Raes, auteur des seigneurs de Jumeppe(2e maison).
- Du second mariage (entre autres) :
  - Raes de Waroux (seconde maison). Marié à N fille du voué d'Amaing (dont 3 garçons et 5 filles)
    - Raes le jeune (sans enfants)
    - Arnoux de Waroux, voué d'Amaing (sans enfants)
    - Guillaume de Waroux (sans enfants)

  - Guillaume de Waroux, marié à N, fille de Baudouin de Hollogne (d'où 4 garçons et 4 filles) dont :
    - Raes de Waroux, marié à Marie Chabot (1 fils mort jeune) et à Agnès de Wery :
      - Guillaume de Waroux, marié à N fille d'Engelbert de Haccourt, dont des enfants (jeunes à l'époque où écrit Jacques de Hemricourt).

    - Guillaume de Waroux, marié à N de Ramey, dont 3 garçons et plusieurs filles.
    - Jean de Waroux, marié à N fille d'Ulrich de la Fontaine dont des enfants.
    - Otto de Waroux, marié à Jeanne fille du Jeune Boileau de Mons, chevalier. Sans postérité, sa veuve épouse Gilles de Hemricourt, fille du chroniqueur Jean de Hemricourt (laissant des enfants qui moururent jeunes).

## Un mariage entre deux branches qui conclut en 1335 la guerre des Awans et des Waroux
Raes II seigneur de Warfusée donna à sa nièce, fille de son frère Wathi de Moumale, les terres de Warfusée et de Herypont pour en jouir après sa mort. Moyennant quoi fut conclu en 1335 le mariage de cette demoiselle avec Eustache de Seraing, fils de Thierry de Hanesse, seigneur de Seraing.
Le seigneur de Seraing était alors le plus redoutable capitaine du parti d'Awans et le seigneur de Moumale et ses frères étaient les plus puissants de celui de Waroux, « on ne pouvait trouver meilleur moyen pour faire la paix » entre les deux partis qui s'affrontaient depuis 1297 dans la guerre des Awans et des Waroux qui couta la vie à plus de trente mille hommes et déchirait les lignages de la noblesse de la Hesbaye.

## Armes
Un sceau appendu à une charte de 1248 de l'Abbaye du Val-Saint-Lambert à Seraing près de Liège, par laquelle Otton seigneur de Warfusée "Otto miles dominus de Warfeseies" abandonne à cette abbaye un hommage féodal à Noville, se termine comme suit : "Sigillum Illorum de Donmartin"
Ce sceau est celui du lignage de Raes de Dommartin dont Jacques de Hemricourt raconte l'origine légendaire.
Dans un acte de 1226 Otto miles de Warfesiez déclare que n'ayant pas de sceau, il emprunte celui de l'église Saint-Lambert. On peut en conjecturer que le sceau du lignage de Saint-martin n'existait pas à cette époque.
Otton seigneur de Warfusée  qui vivait vers 1102 (grand-père d'Alix de Warfusée, épouse de Raes de Dommartin) portait comme armes : de gueules semé de fleurs-de-lis d'argent.